# The Key
The Key är en amerikansk långfilm från 1934 i regi av Michael Curtiz, med William Powell, Edna Best, Colin Clive och Hobart Cavanaugh i rollerna. Filmen bygger på pjäsen The Key av R. Gore Brown och J.L. Hardy.

## Handling
Kapten Bill Tennant (William Powell) anländer till Irland 1920, mitt under det Irländska frihetskriget. För tre år sen lämnade han Irland och sin fästmö Norah Kerr (Edna Best), då han inte ville bli nerlåst med en kvinna. När han nu återvänder förväntar han sig inte att se henne igen; men hon visar sig bo i samma trappuppgång, gift med den engelska underrättelseofficern 'Andy' Kerr (Colin Clive). Bill och Edna försöker motstå, men känslorna finns där än. 
Norahs make Andy får snart reda på hur det ligger till mellan de gamla älskarna och blir bestört. Han ger sig ut Dublins gator och i sitt upprörda tillstånd är han inte alls så försiktig som en engelsk soldat bör vara. Till slut blir han kidnappad av en grupp motståndsmän, som lovar att släppa honom om deras ledare Peadar Conlan (Donald Crisp) inte hängs. Tennant bryter mot arméns regler för att få Andy fri, men priset han får betala är en lång fängelsevistelse.

## Rollista
| William Powell    | – Kapten Bill Tennant                   |
| Edna Best         | – Norah Kerr                            |
| Colin Clive       | – Kapten Andrew 'Andy' Kerr             |
| Hobart Cavanaugh  | – Homer, Tennants assistent             |
| Halliwell Hobbes  | – General C.O. Furlong                  |
| Donald Crisp      | – Peadar Conlan                         |
| J.M. Kerrigan     | – O'Duffy                               |
| Henry O'Neill     | – Dan                                   |
| Arthur Treacher   | – Löjtnant Merriman, Furlongs assistent |
| Maxine Doyle      | – Pauline O'Connor                      |
| Arthur Aylesworth | – Kirby                                 |